# Prix Heinz-Lehmann
Le Prix Heinz Lehmann veut reconnaître l'excellence des chercheurs canadiens en neuropsychopharmacologie. Le prix inclut une bourse de 5 000 $ et une plaque commémorative.
Ce prix sera attribué pour des travaux de recherche effectués surtout au Canada par des scientifiques canadiens. Sont éligibles les individus œuvrant dans les institutions académiques, gouvernementales ou dans les industries, les fondations et centres de recherche et ce, sans égard à l'âge et au sexe. Le choix du Comité des Prix et Distinctions devra être basé soit a) sur l'originalité et l'approche utilisée en recherche clinique ou fondamentale, qui a conduit au développement de nouveaux concepts et/ou nouvelles connaissances importantes en neuropsychopharmacologie, soit b) sur la mise au point de nouveaux produits ou approches thérapeutiques pour le traitement de maladies mentales. L'attribution de ce prix doit être justifiée par une contribution exceptionnelle à un domaine précis de recherche ou par l'ensemble des travaux de recherche en neuropsychopharmacologie effectués sur une période de plusieurs années. 

## Lauréats
- 1982 - Theodore Sourkes
- 1983 - G. Brown
- 1984 - B. Belleau
- 1985 - P. Seeman
- 1986 - S. Lal
- 1987 - C. Fibiger
- 1988 - C. de Montigny
- 1989 - A. Boulton
- 1990 - S. Young
- 1991 - Rémi Quirion
- 1992 - P. Grof
- 1993 - K. Midha
- 1994 - R. Pihl
- 1995 - A. Cuello
- 1996 - R. Joffe
- 1997 - N. Barden
- 1998 - B. Sherwin
- 1999 - J. Stewart
- 2000 - M. Steiner
- 2001 - F. Vaccarino
- 2002 - H. Steiger
- 2003 - T. DiPaolo
- 2004 - G. Chouinard